# كين راندال
كين راندال هو لاعب هوكي الجليد كندي، ولد في 14 ديسمبر 1888 في كينغستون في كندا، وتوفي في 17 يونيو 1947 في تورونتو في كندا.

## وصلات خارجية
- كين راندال على موقع دوري الهوكي الوطني (الإنجليزية)
- كين راندال على موقع قاعة مشاهير الهوكي (لاعب أن.إتش.أل) (الإنجليزية)
- كين راندال على موقع EliteProspects.com (الإنجليزية)
- كين راندال على موقع HockeyDB.com (الإنجليزية)
- كين راندال على موقع Hockey-Reference.com (الإنجليزية)